# اینجا بودم (ترانه)
«اینجا بودم» (به انگلیسی: I Was Here) ترانه‌ای از هنرمند اهل ایالات متحده آمریکا بیانسه است. این ترانه در آلبوم ۴ (آلبوم بیانسه) قرار داشت.